# Mchangani (Mjini)
Mchangani è una circoscrizione urbana (urban ward) della Tanzania situata nel distretto di Mjini, regione di Zanzibar Urbana-Ovest. Conta una popolazione di 2 211 abitanti (censimento 2012).